# 狼似肩鰓䲁
狼似肩鰓䲁（學名：Omox lupus），為輻鰭魚綱鳚形目䲁科似肩鰓䲁屬的一種，分布於中西太平洋巴布亞紐幾內亞海域，深度0至2公尺，體長可達3.5公分，棲息在沿海紅樹林、河口區，雌魚產附著性卵，雄魚有護卵行為，幼魚為浮游性，生活習性不明。